# The Obituary of Tunde Johnson
The Obituary of Tunde Johnson (engl. für „Der Nachruf auf Tunde Johnson“) ist ein Filmdrama von Ali LeRoi, das am 8. September 2019 im Rahmen des Toronto International Film Festivals seine Premiere feierte. Neben der Homosexualität des Protagonisten und dessen Coming-out gegenüber seinen Eltern thematisiert der Film auch Medikamentenmissbrauch, den Rassismus gegenüber Schwarzen und die Polizeigewalt in den USA.

## Handlung
Der aus wohlhabendem Haus stammende nigerianisch-US-amerikanische Teenager Tunde Johnson wird bei einer Polizeikontrolle erschossen, nur um sofort wieder zu erwachen und seinen Todestag wieder und wieder zu erleben, denn der Schüler ist in einer Zeitschleife gefangen. Der 18-Jährige erlebt den 28. Mai immer und immer wieder. Dieser Umstand und auch seine rassistisch motivierte Tötung sind jedoch nicht Tundes dringlichste Probleme. Vielmehr versucht er seiner besten Freundin Marley mitzuteilen, dass sie beide mit Soren O’Connor schlafen.

## Produktion
Regie führte  Ali LeRoi, das Drehbuch schrieb Stanley Kalu. Es handelt sich um das Spielfilmdebüt von Regisseur LeRoi und um das erste Drehbuch von Kalu. LeRoi wurde vor allem als Creator, Drehbuchautor und Regisseur der Fernsehserie Alle hassen Chris bekannt. Der in Nigeria geborene Kalu schrieb das Drehbuch als 19-jähriger Filmstudent an der University of Southern California und ging für seine Arbeit im Jahr 2018 aus dem Drehbuchwettbewerb The Launch als Erstplatzierter hervor. Kalu hatte bis zu seinem Umzug in die USA in Nigeria und anderen Ländern südlich der Sahara gelebt, wodurch er nach eigenen Aussagen als Schwarzer immer ein Teil der Mehrheit war. Hierdurch war die Geschichte von Tunde Johnson inspiriert, da er nach seinem Wechsel an die USC plötzlich zu einer Minderheit gehörte. Dies sei deprimierend gewesen, und es habe ihn Mühe gekostet, seinen Wert in diesem System zu beweisen. In den Nachrichtensendungen habe er immer wieder Menschen gesehen, die so aussahen wie er, die als Opfer systematischer Gewalt starben, was einem schnell das Gefühl gebe, man könne der Nächste sein. Dieses Merkmal der Identität, das man nicht beeinflussen kann, habe ihn die Parallelen von Gewalt gegenüber queeren Menschen in Afrika erkennen lassen, gegenüber denen man sehr gewalttätig vorgeht und die systematisch eingesperrt oder auf der Straße gesteinigt werden. LeRoi bemerkt, der kulturelle Hintergrund, die nigerianische Abstammung von Tunde, und die ungewöhnlich offene Einstellung seiner Eltern gegenüber seiner Homosexualität setzten einen Kontrapunkt zu seiner immer wieder erlebten Tötung in den USA, da Tunde in Afrika nach einem Coming-Out um sein Leben hätte fürchten müssen, wie er es in den USA als Schwarzer muss.

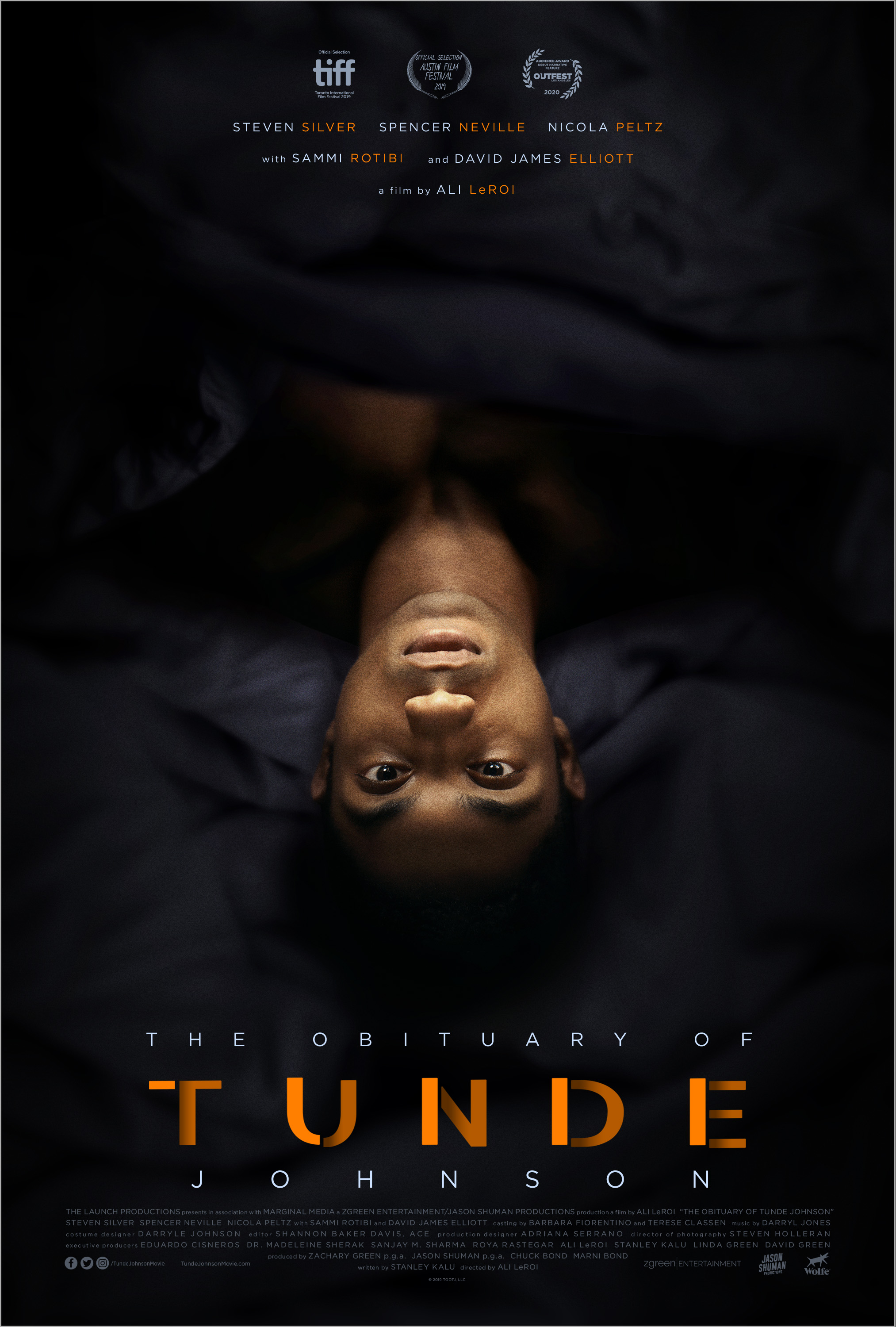
Steven Silver, hier auf dem Filmplakat, spielt in der Titelrolle Tunde Johnson

Steven Silver übernahm die Titelrolle von Tunde Johnson. Seine Eltern Ade und Yomi werden von Sammi Rotibi und Tembi Locke gespielt. Nicola Peltz spielt seine beste Freundin Marley, Spencer Neville seinen Schwarm Soren O’Connor, dessen konservativer Vater, der Nachrichtensprecher Alfred O’Connor, von David James Elliott gespielt wird.
Die Dreharbeiten wurden im November 2018 in Los Angeles begonnen. Einige Aufnahmen, wie die Partyszene, entstanden in den Hollywood Hills. Als Kameramann fungierte Steven Holleran, der mit dem Koloristen Jason Hanel zusammenarbeitete. Die im Film gezeigten Kunstwerke stammen von Shawn Theodore, der das Thema Tod in seine Arbeit für das Szenenbild einfließen ließ. Die Arbeit des 1970 in Deutschland geborenen Fotografen ist vom kollektiven schwarzen Bewusstseins beeinflusst.
Die Filmmusik steuerte der Bassist Darryl Jones bei, der in der Vergangenheit mit den Rolling Stones arbeitete und mit dem Regisseur seit einigen Jahren befreundet ist. Zudem werden im Film Songs von dem Rapper Waka Flocka Flame und der Jazz-, R&B- und Gospelsängerin Lalah Hathaway verwendet, die ein Lied von Nina Simone singt.
Eine erste Vorstellung des Films erfolgte am 8. September 2019 im Rahmen des Toronto International Film Festivals. Am 24. Oktober 2019 eröffnete er das Austin Film Festival. Ende August 2020 wird er beim unter freiem Himmel stattfindenden Outfest Los Angeles gezeigt und vom Festival gleichzeitig kostenpflichtig als Video-on-Demand angeboten.

## Rezeption

### Kritiken
Der Film wurde von 95 Prozent aller bei Rotten Tomatoes erfassten Kritiker positiv bewertet mit durchschnittlich 7,9 von 10 möglichen Punkten.
In The Hollywood Reporter schreibt Beandrea July, die Fülle an Themen in Kombination mit der kreisförmigen Struktur des Erzählens sorge für eine intensive Erfahrung, die den Zuschauer leicht überwältigen könne. Die nichtlineare Struktur teile einiges von ihrer filmischen DNA mit Kasi Lemmons' Eve's Bayou und Julie Dashs Daughters of the Dust so, July weiter.

### Auszeichnungen
Outfest Los Angeles 2020
- Auszeichnung als Bester Debütfilm mit dem Publikumspreis (Ali LeRoi)[16]

Philadelphia Film Festival 2020
- Nominierung als Bester Erstlingsfilm (Ali LeRoi)[17]